# Hamilton megye (Kansas)
Hamilton megye az Amerikai Egyesült Államokban, azon belül Kansas államban található. Megyeszékhelye és legnagyobb városa Syracuse. Lakosainak száma 2518 fő (2020. április 1.). Hamilton megye Greeley, Stanton, Wichita, Kearny, Grant és Prowers megyékkel határos.

## Népesség
A megye népességének változása:
| Lakosok száma | 2698 | 2625 | 2622 | 2609 | 2474 | 2518 |
|               | 2010 | 2011 | 2012 | 2013 | 2015 | 2020 |